# Liste de races de yacks

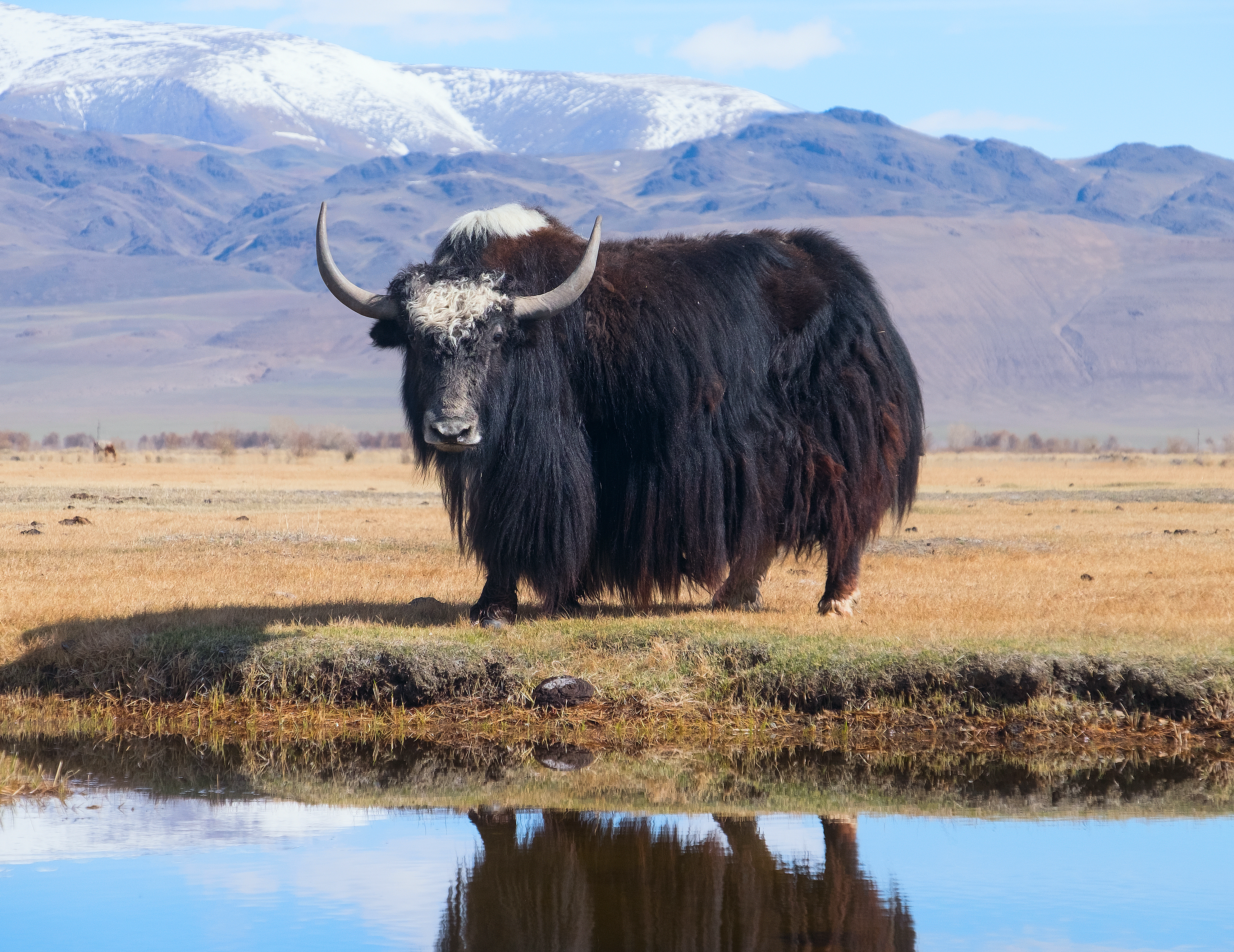
Yack dans les monts Altaï.

Les races de yacks ou yaks sont des races de yack domestique (Bos grunniens) qui diffèrent par leur apparence et leur production (viande, lait, laine). Malgré la longue histoire de domestication du yack, il n'y a pas beaucoup de races. L'élevage sélectif n'était pas courant dans l'économie nomade d'origine et reste limité, entre autres, par le niveau élevé d'agressivité des taureaux, qui réagissent immédiatement aux perturbations par des attaques pendant la saison de reproduction.
Cependant, des changements phénotypiques se sont produits entre les populations, en grande partie en raison de la séparation géographique. Par exemple, les yacks domestiques qui sont communs en Mongolie et en Chine sont en grande partie sans cornes. Cela facilite l'entretien des animaux et réduit le risque de blessure lors des combats. Cependant, ce n'est pas un trait toujours souhaité par les éleveurs, car les animaux sans cornes ont une capacité réduite à se défendre contre les prédateurs. Au Népal et au Tibet, ils portent des cornes,.
Un élevage plus ciblé existe dans la région de l'ex-Union soviétique depuis la seconde moitié du XXe siècle, et des efforts sont également déployés en Chine pour améliorer l'élevage de yacks. Mis à part en Chine, très peu de races ont été effectivement distinguées. Les animaux recensés sont des « races » ou « variétés » rattachées à une région particulière dont ils tirent le nom.
Les yacks ont une production mixte. Ils sont élevés non seulement comme animaux de selle et de bât mais aussi pour la production de laine, de viande et de lait.

## Liste
Par ordre alphabétique :
| Nom                                                         | Origine                         | Couleur principale               | Observations                                        | Image                  |
| ----------------------------------------------------------- | ------------------------------- | -------------------------------- | --------------------------------------------------- | ---------------------- |
| Altai                                                       | Altaï, Mongolie                 | Noir ou noir et blanc            | Porte des cornes ; bon pour la production de viande | Illustration manquante |
| Arunachali                                                  | Arunachal Pradesh, Inde         | Noir                             | Porte des cornes ; élevé pour son lait et le fumier | Arunachali             |
| Bazhou                                                      | Chine                           | Noir                             | Porte des cornes,                                   | Illustration manquante |
| Blanche de Tianzhu (de) (Tianzhu white)                     | Gansu, Chine                    | Blanc                            | ,                                                   | Illustration manquante |
| Changtai                                                    | Chine                           |                                  | [ 5 ]                                               | Illustration manquante |
| Chour-gau                                                   | Inde                            | Noir ou brun                     | [ 5 ]                                               | Illustration manquante |
| Datong                                                      | Chine                           |                                  | [ 8 ]                                               |                        |
| Gannan (de)                                                 | Gansu, Chine                    |                                  | ,                                                   | Illustration manquante |
| Haapa                                                       | Ouest et centre du pays Bhoutan | Noir                             | Porte des cornes ; élevé pour sa viande et son lait | Haapa                  |
| Himachal                                                    | Inde                            |                                  | [ 5 ]                                               | Illustration manquante |
| Huanhu (de)                                                 | Tibet, Chine                    |                                  | [ 5 ] [ 6 ]                                         | Illustration manquante |
| Jinchuan                                                    | Chine                           |                                  | [ 5 ]                                               | Illustration manquante |
| Jiulong (Jiu Long Yak)                                      | Sichuan, Chine                  | Noir                             | Porte des cornes                                    | Illustration manquante |
| Ladakhi                                                     | Inde                            |                                  | [ 5 ]                                               | Illustration manquante |
| Leiwuqi                                                     | Chine                           |                                  | [ 5 ]                                               | Illustration manquante |
| Maiwa (de)                                                  | Sichuan, Chine                  | Noir                             | Porte des cornes                                    | Illustration manquante |
| Merakpa                                                     | Est du pays Bhoutan             | Noir                             | Porte des cornes                                    | Illustration manquante |
| Muli                                                        | Muli, Chine                     | Noir ou noir et tacheté de blanc | Porte des cornes                                    | Illustration manquante |
| Niangya (Liangya)                                           | Xian de Lhari, Chine            | Variable                         | Absence de cornes                                   | Illustration manquante |
| Pali                                                        | Xian de Yadong, Chine           | Noir ou brun sombre              | [ 5 ] [ 6 ]                                         | Illustration manquante |
| Yack du Plateau Qinghai (de) (Qinghai Plateau Yak)          | Qinghai, Chine                  | Noir ou noir et brun             | [ 5 ]                                               | Illustration manquante |
| Sibu                                                        | Chine                           |                                  | [ 5 ] [ 6 ]                                         | Illustration manquante |
| Sikkim                                                      | Inde                            |                                  | [ 5 ]                                               | Illustration manquante |
| Yack tibétain de haute montagne (Tibetan High Mountain Yak) | Chine                           |                                  | [ 5 ]                                               | Illustration manquante |
| Xinjiang                                                    | Chine                           |                                  | [ 7 ]                                               | Illustration manquante |
| Xueduo                                                      | Chine                           |                                  | [ 5 ]                                               | Illustration manquante |
| Zhongdian (de) (China-burma)                                | Chine                           | Noir                             | Porte des cornes,                                   | Illustration manquante |